# Titularbistum Balneoregium
Balneoregium (ital.: Bagnoregio) ist ein Titularbistum der römisch-katholischen Kirche.
Es geht zurück auf einen Bischofssitz in der Stadt Bagnoregio, die in der italienischen Region Latium liegt. Dieser wurde 1986 aufgelöst und mit dem Bistum Viterbo vereint. 1991 wurde Balneoregium als Titularbistum wieder errichtet.
| Titularbischöfe von Balneoregium |                                            |                       |                  |                |
| Nr.                              | Name                                       | Amt                   | von              | bis            |
| 1                                | Mario Rizzi Titularerzbischof pro hac vice | Apostolischer Nuntius | 28. Februar 1991 | 13. April 2012 |
| 2                                | Guido Pozzo Titularerzbischof pro hac vice | Kurienerzbischof      | 3. November 2012 |                |